# The Beloved (groupe)
Pour les articles homonymes, voir The Beloved.
The Beloved est un groupe de new wave britannique, originaire de Londres, en Angleterre.

## Biographie
Le groupe commence sa carrière au début des années 1980.  En novembre 1984, Guy Gausden rejoint le groupe tout juste formé par un trio composé de Jon Marsh, Steve Waddington et Tim Harvard. Le style du groupe est alors synthpop et est particulièrement influencé par des groupes anglais populaires dans les années 1980 comme New Order et Pet Shop Boys.  En 1987, le groupe est réduit à un duo après le départ de Harvard et Gausden.
En 1990, après la sortie de l'album Happiness (en), et de l'album Blissed Out (en) composé de remixes, Steve Waddington annonce son désir de quitter la formation londonienne et lorsque le groupe retourne en studio en 1992, ce dernier est remplacé par la femme de Jon Marsh, Helena Marsh. Le groupe doit sa notoriété aux succès des titres Sweet Harmony (en), The Sun Rising (en), Hello (en), Your Love Takes Me Higher (en), Satellite (en) et Deliver Me (en), et évolue entre new wave, dance et house.

## Discographie

### Albums studio
- 1990 : Happiness (WEA)
- 1993 : Conscience (en) (EastWest)
- 1996 : X (EastWest)

### Singleset EP
- A Hundred Words, Flim Flam Productions, 1986.
- This Means War, Flim Flam Productions, 1986.
- Surprise Me / Forever Dancing, Flim Flam Productions, 1987.
- Forever Laughing (7″), Flim Flam Productions, 1987.
- Happy Now (12″, EP), Flim Flam Productions, 1987.
- Loving Feeling, WEA, 1988.
- Acid Love (12″, W/Lbl, Sta), WEA, 1988.
- Your Love Takes Me Higher, WEA, 1988.
- The Sun Rising, WEA, 1989.
- Time After Time (en), EastWest, 1990.
- It's Alright Now (en) EastWest, 1990.
- Hello, WEA, 1990.
- The Remix E.P. (12″, Promo, S/Sided), EastWest, 1990.
- Blissed Out (12″, Promo), EastWest, 1990.
- Sweet Harmony, EastWest, 1993.
- Outer Space Girl, EastWest, 1993.
- Rock To The Rhythm Of Love, Atlantic, 1993.
- Celebrate Your Life / You've Got Me Thinking, EastWest, 1993.
- RAF / The Beloved - Il Battito Animale / Sweet Harmony (7″, Jukebox), CGD & EastWest, 1993.
- 1000 Years From Today (12″, Promo), EastWest, 1995.
- Ease The Pressure EastWest, 1996.
- Deliver Me, EastWest, 1996.
- Satellite, EastWest, 1996.
- Physical Love / Three Steps To Heaven (12″), Not On Label (The Beloved), 1996.
- Crystal Wave (12″, S/Sided, W/Lbl, Promo), EastWest, 1996.
- The Beloved / Various - The Sun Rising / Update Chart Toppers (12″, Whi), DMC, 1997.
- With You, Caus-N'-ff-ct, 2000.
- Timeslip (12″, S/Sided, W/Lbl), Not On Label, 2001.

### Compilations / Rééditions
- Where It Is (en), Flim Flam Productions, 1987.
- Blissed Out EastWest, 1990.
- Single File, EastWest, 1997.
- The Sun Rising Warner Music, 2005.
- Sweet Harmony: The Very Best Of The Beloved Demon Music, 2011.
- Happiness (Special Edition - 30th anniversary), 2020.